# Purpurbrusttäubchen
Das Purpurbrusttäubchen oder Mondetourtäubchen (Paraclaravis mondetoura, Syn.: Claravis mondetoura) ist eine Art der Taubenvögel und gehört zur Unterfamilie der Amerikanischen Kleintauben. Anders als Geoffroys Täubchen, das zur gleichen Gattung gehört, gilt das Purpurbrusttäubchen in seinem Bestand nicht als bedroht, obwohl ähnlich wie bei Geoffroys Täubchen die Samen der Bambusgattung Guadua eine große Rolle spielen.

## Erscheinungsbild
Das Purpurbrusttäubchen erreicht eine Körperlänge von bis zu 23 Zentimetern. In Größe und Gestalt ähnelt das Purpurbrusttäubchen sehr dem zur gleichen Gattung gehörenden Blautäubchen. Ähnlich wie bei dieser Art besteht ein auffälliger Geschlechtsdimorphismus. Die Männchen haben ein insgesamt blaugraues Gefieder, während die Weibchen zimtbraun sind.
Beim Männchen sind Stirn, Gesicht und Brust weißlich blaugrau. Die Gefiederfärbung geht auf den Unterschwanzdecken in ein Weißgrau über. Die Körperoberseite ist etwas dunkler. Auffällig sind die drei Reihen metallisch-dunkler Flecken auf den Flügeln. Der Schnabel ist dunkelgrau. Die Füße sind rötlich. Das Weibchen ist auf der Körperoberseite zimtbraun. Die Fleckenreihen auf den Flügeln sind dunkler als bei den Weibchen der Blautäubchen. Die Körperunterseite ist etwas heller.

## Verbreitung und Verhalten

Verbreitungsgebiet (grün) des Purpurbrusttäubchens

Das Verbreitungsgebiet des Purpurbrusttäubchens erstreckt sich vom Süden Mexikos über Mittelamerika und die Anden bis nach Bolivien. Der Lebensraum dieser Taubenart sind feuchte Gebirgswälder mit dichtem Unterholz und vor allem dichten Bambusdickichten. Es besiedelt Höhenlagen zwischen 1300 und 3300 Metern über NN. Es werden sechs Unterarten unterschieden.
Das Purpurbrusttäubchen ist in seinem Fortpflanzungsverhalten und seinen Wanderungen an die Blüte- und Samenzyklen von Chusquea und der Bambusgattung Gudua angepasst. Über die Fortpflanzungsbiologie dieser Art ist nichts bekannt.

## Belege